# Epicôndilo medial do fêmur
O epicôndilo medial do fêmur é um epicôndilo, uma protusão óssea, localizada no lado medial do fêmur em sua extremidade distal .
Situado logo acima do côndilo medial, apresenta uma elevação particular, o tubérculo adutor, que serve para a fixação da parte superficial, ou "inserção tendinosa", do músculo adutor magno.  Esta parte tendinosa aqui forma um septo intermuscular que forma a separação medial entre os flexores e extensores da coxa. 
Na parte mais próxima ao côndilo medial  está uma impressão áspera que dá origem à cabeça medial do gastrocnêmio .

## Imagens adicionais

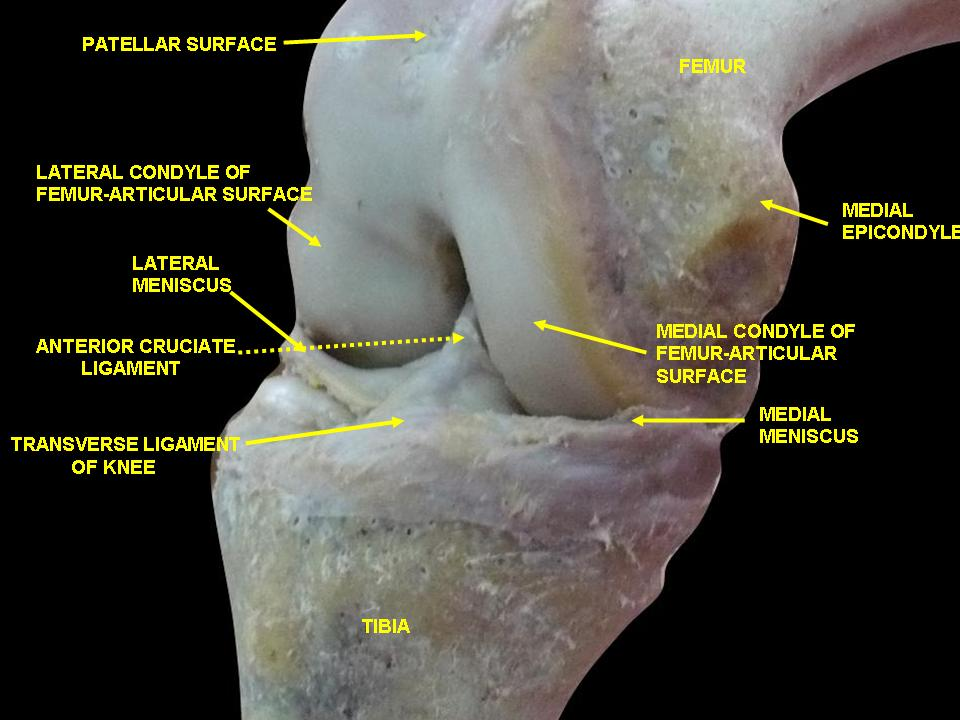
Articulação do joelho. Dissecção profunda. Visão anteromedial.
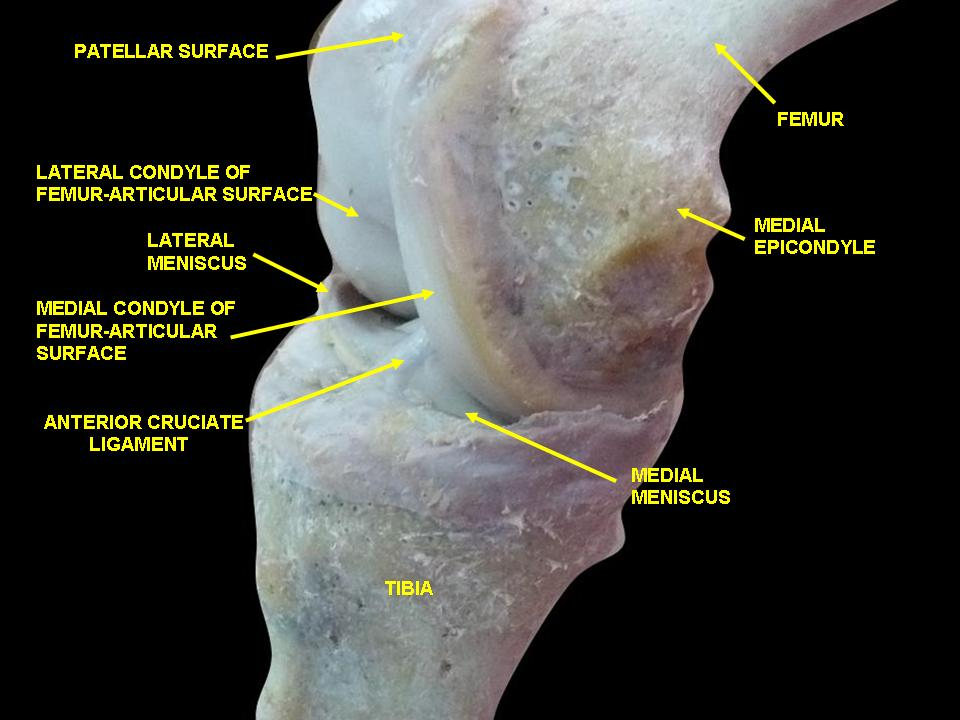
Articulação do joelho. Dissecção profunda. Visão anteromedial.
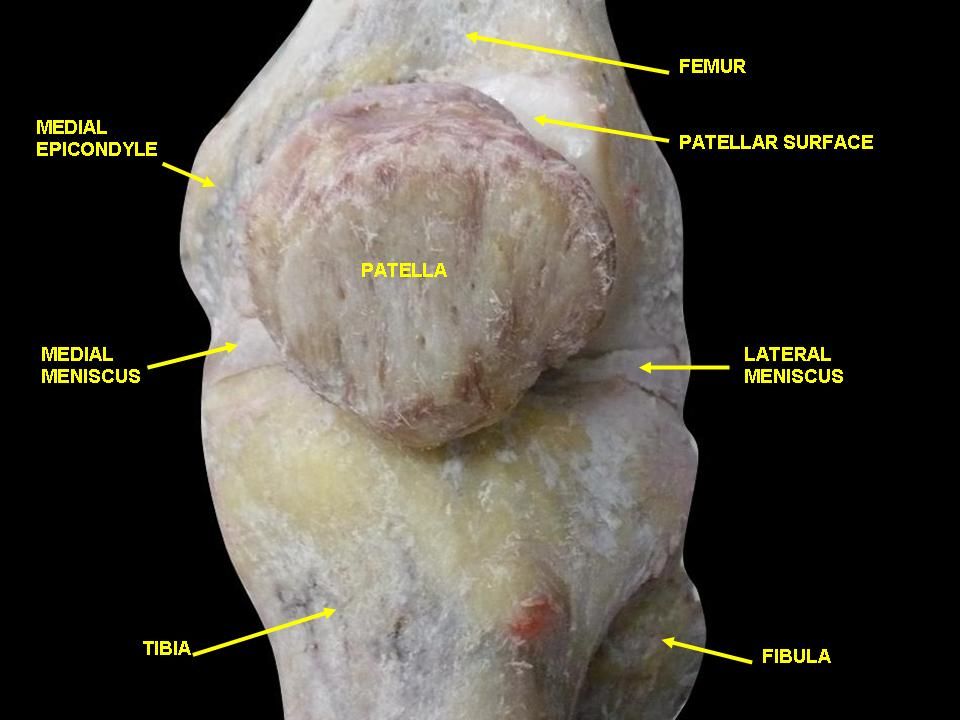
Articulação do joelho. Dissecção profunda. Visão anteromedial.
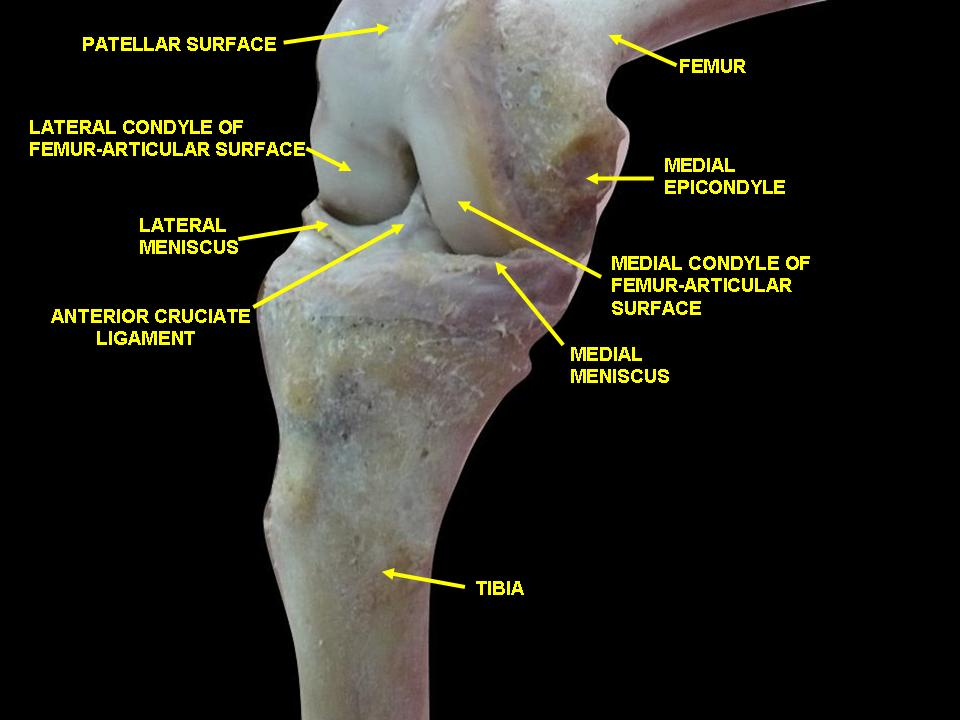
Articulação do joelho. Dissecção profunda. Visão anteromedial.